# シマンテック
シマンテック (Symantec) は、AIカンパニーとしてスタート。2022年で設立されてから40年になるエンドポイント製品の老舗ブランド。
現在は半導体などの製造販売を行うブロードコム社が買収し、ソフトウェア事業の一部として製品開発がおこなわれている。法人向けエンドポイントセキュリティのSEPの愛称で認知されているSymantec Endpoint Protectionに加え、EDRやモバイル対応がなされたSymantec Endpoint Securityを販売している。旧シマンテックはノートンライフロックを経てジェン・デジタルに社名を変更し、個人向けセキュリティ製品のノートンを販売している。現在のシマンテックは「ブロードコムのセキュリティ事業のブランド名」である。

## 歴史
1982年、人工知能や自然言語の研究家であるゲイリー・ヘンドリックスが自身の研究のためにシマンテックを設立し、当初は人工知能や、それに関連するデータベースソフトウェアの研究に注力した。1984年にC&Eソフトウェアと合併したことから本格的にコンピュータソフトウェアの事業に乗り出し、翌1985年には最初の製品として、データベースソフトウェアにワープロソフトを兼ね備えたソフトウェア"Q&A"を発売した。
1990年にピーター・ノートンが設立したピーター・ノートン・コンピューティング社を買収し、コンピュータメンテナンス/セキュリティソフトの『ノートン』シリーズの開発販売を引き継いでいる。またコンピュータウイルスをはじめとするコンピュータセキュリティの対策やマネージメントを行っている。
2000年代から2010年代前半までは企業買収を繰り返し拡大の一途をたどった。2003年にPowerQuestを買収、2004年にVERITAS Softwareと合併を発表し、2005年に合併を完了した。また、2007年にAltirisを、翌2008年にはVontuを買収した。2010年、認証局（CA）サービス世界最大手のベリサインの証明書・セキュリティ事業部門を取得した。2016年にはパスワード保護システムを構築するLifeLockを買収した。
一方では、2012年以降業績の悪化が続き、短期間でのCEOの交代を繰り返すようになった。また2015年にはGoogle.comなどの複数のドメインのテスト証明書を所有者の知らないうちに発行していた事が発覚し、その2年後の2017年には業界標準の監査を行わずにSSL/TLS証明書を発行するなど様々な問題が発生していたことが明らかとなり、ついに同年9月にGeoTrust、VeriSign、RapidSSLなどのブランドで提供していたルート証明書をGoogle Chromeに信頼されなくなるという事態に陥った。のちに、Mozilla Firefox、Apple、Microsoftなど主要なウェブブラウザとオペレーティングシステムも同様の処置を行う事となった。シマンテックは、この問題から逃げるように同年8月に証明書発行などのWebサイトセキュリティ事業をデジサートに売却していた。
2019年、11月にはブロードコムがシマンテックを買収した。ブロードコムは2020年4月には、サイバーセキュリティサービス事業のみをアクセンチュアに売却した。民生向け事業はジェン・デジタルが行なっている。ブロードコムは、ソフトウェア事業を維持しながら拡大を続け、現在もセキュリティ事業の大幅な投資を続けている。

## 主な製品
- Symantec Endpoint Protection（SEP）
- Symantec Endpoint Security（SES)
- Symantec Email Security.Cloud Service（ESS）
- Symantec Ghost Solution Suite（GSS)
- Symantec Web Security Service（WSS）